# Dlažkovice
Obec Dlažkovice se nachází v okrese Litoměřice v Ústeckém kraji, na okraji Dolnooharské tabule při jihovýchodním úpatí Českého středohoří, zhruba 8 km jihozápadně od Lovosic. Dlažkovicemi protéká Podsedický potok. Vesnicí též prochází tzv. „Švestková dráha“ – železniční trať 113, která spojuje Lovosice přes Třebenice s Mostem (pouze omezený, letní víkendový provoz). V obci žije 131 obyvatel.

## Historie
První písemná zmínka pochází z roku 1057.

## Obyvatelstvo
|           | 1869 | 1880 | 1890 | 1900 | 1910 | 1921 | 1930 | 1950 | 1961 | 1970 | 1980 | 1991 | 2001 | 2011 |
| --------- | ---- | ---- | ---- | ---- | ---- | ---- | ---- | ---- | ---- | ---- | ---- | ---- | ---- | ---- |
| Obyvatelé | 241  | 251  | 271  | 240  | 253  | 250  | 232  | 178  | 348  | 259  | 178  | 154  | 117  | 151  |
| Domy      | 55   | 56   | 55   | 56   | 59   | 59   | 62   | 68   | 55   | 48   | 46   | 50   | 56   | 57   |

## Pamětihodnosti
- Dlažkovický zámek dal na místě starší tvrze postavit Jan Ignác Dominik Putz z Adlerhurnu okolo roku 1673 podle projektu stavitele Giulia Broggia. Stavbu v barokním slohu však dokončil až syn Octavio Broggio v letech 1713–1717. Dochovaná podoba a zámecký park je výsledkem úprav, které proběhly v roce 1810 za Damiána Ervína z Schönbornu.[6] Zámek v současnosti slouží jako dětský domov.
- Kostel svatého Václava (Dlažkovice), raně barokní stavba z let 1672–1675, projekt Giulio Broggio.[7] Na hlavním oltáři je obraz sv. Václava od Josefa Kramolína z roku 1774, na postranních oltářích jsou dva starší silně poškozené obrazy. Fasáda kostela a střecha byly v roce 2013 opraveny, statika objektu byla zajištěna v roce 2023[8]. Interiér na opravy čeká.
- Zvonice – stojí proti kostelu, obsahuje dva zvony: gotický s reliéfy a českými nápisy z konce 15. století a barokní z roku 1756.
- Hřbitov
- Socha svaté Barbory před kostelem svatého Václava[9]
- Socha svatého Jana Nepomuckého na návsi[10]
- Fara[11]
- Smírčí kříž - kámen s kolovým křížem, druhotně vezděný do zdi pod kostelem
- Chráněná lípa srdčitá v zámeckém parku[12]

## Mineralogická lokalita

### Český granát
Území obce Dlažkovice, podobně jako sousední obce Podsedice, náleží do oblasti o rozloze zhruba 70 km², která je známá výskytem českých granátů – pyropů. Granáty zde jsou těženy z náplavů. Granátové šperky jsou známy již ze 16. století, tyto šperky se pak staly velice módními zejména v 19. století.

### První český diamant
S obcí Dlažkovice je spojován nález prvního diamantu na území Čech. Stalo se tak v roce 1869, kdy brusič Preissler z dílny ve Skalce u Dlažkovic na panství hrabat Schönbornů přinesl ukázat hospodářskému řediteli panství malý nažloutlý kamínek ve tvaru deformovaného osmistěnu. Brusič objevil uvedený kamínek mezi krystaly křišťálu, které byly vybrány pro další zpracování z tzv. zadního kaménku, tedy odpadu, zbylého po vytřídění českých granátů, těžených v této oblasti Českého středohoří. Odborným zkoumáním bylo potvrzeno, že se jedná o diamant. Jelikož ale přesné místo nálezu nebylo známo, objevily se spekulace, že nepochází z Čech, ale že se dostal do šperkařské dílny z jiných tehdy známých nalezišť, například z oblasti východní Indie. Později však byly v této části Českého středohoří nalezeny ještě jiné drobné diamanty - v roce 1927 byl objeven další malý diamant v oblasti u Chrášťan a v roce 1959 byl v naplaveninách potoka Granátky pod vrchem Kuzovem u Dřemčic nalezen v pořadí již třetí exemplář českého diamantu. Nález ze schönbornského panství je uložen v mineralogických sbírkách Národního muzea v Praze.

## Galerie

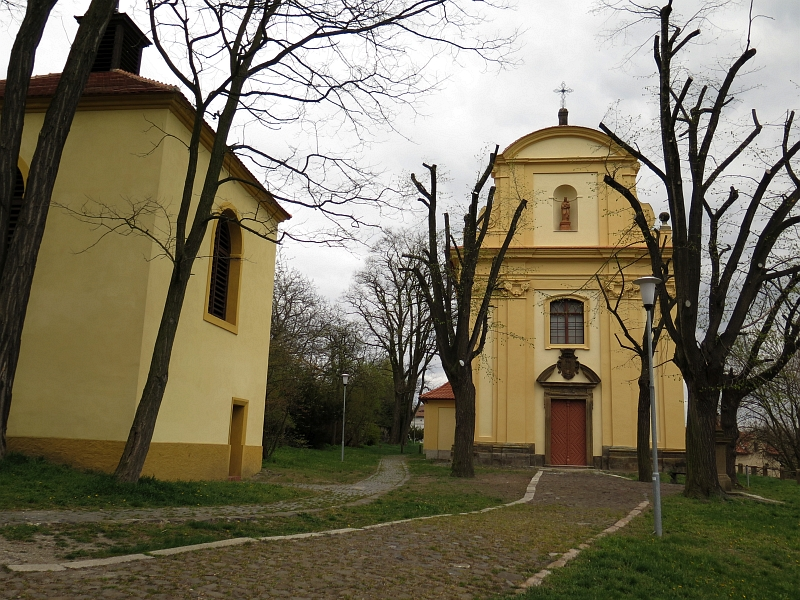
Kostel svatého Václava
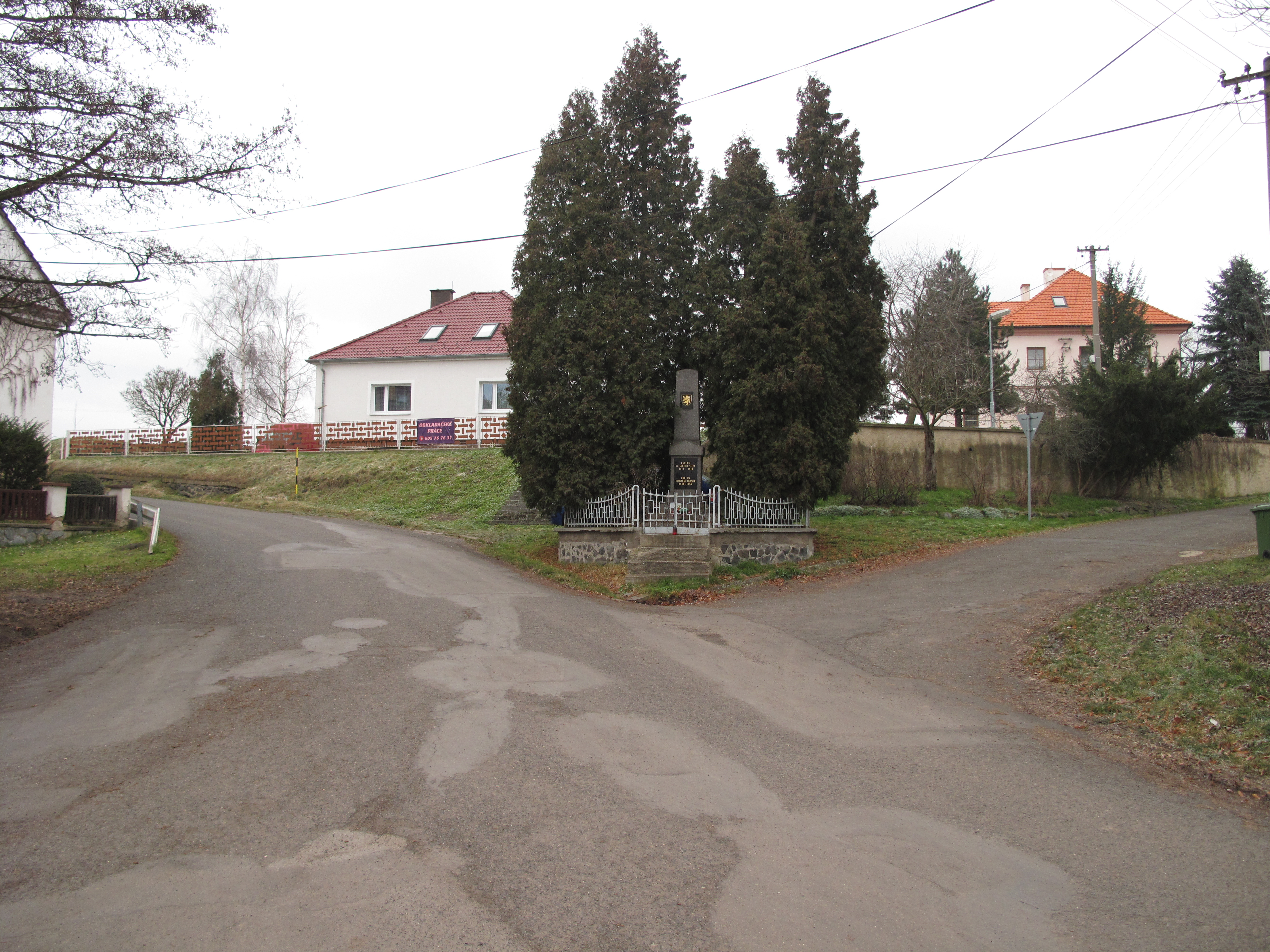
Pomník obětem světových válek
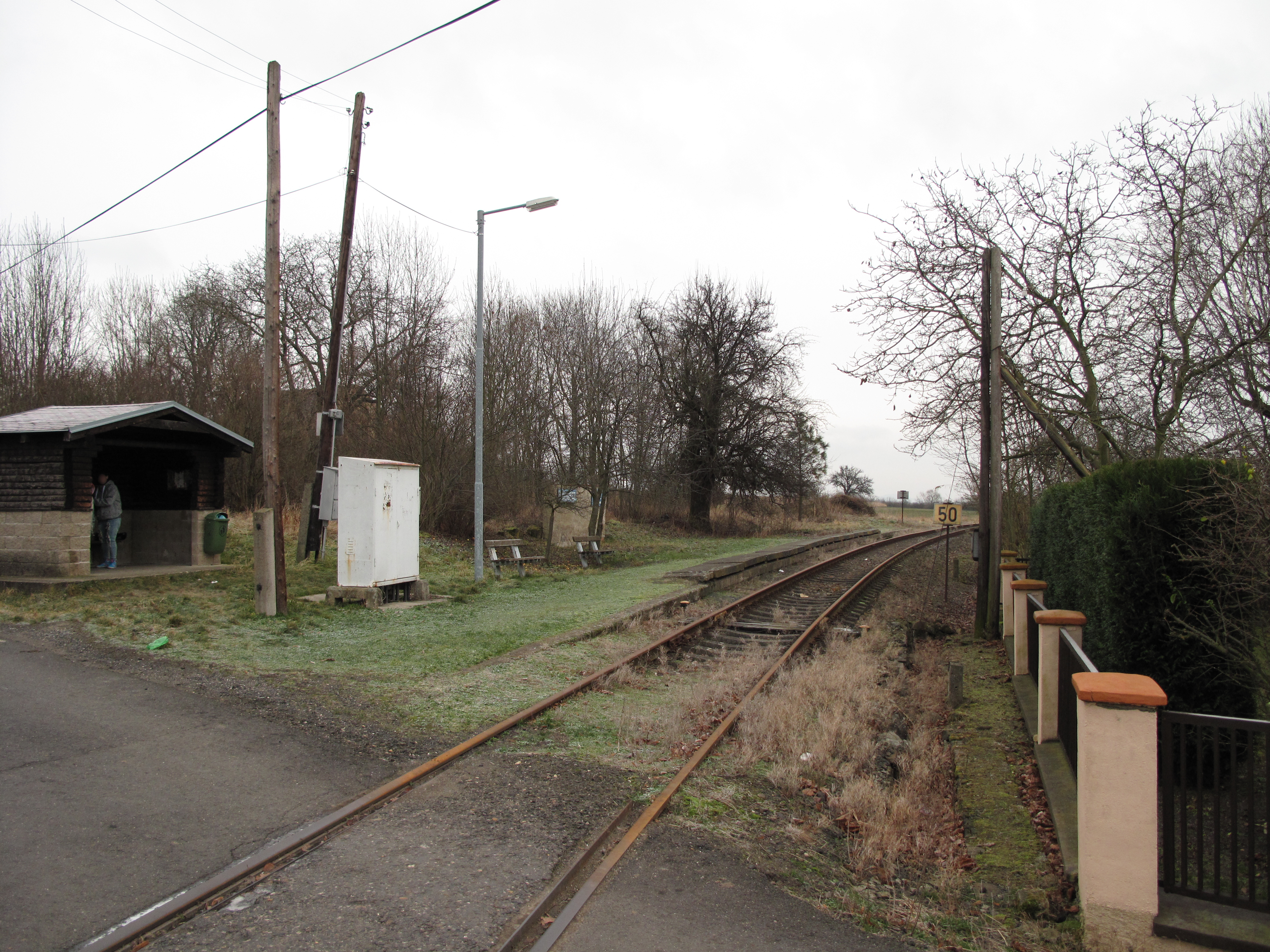
Zastávka na trati z Mostu do Lovosic
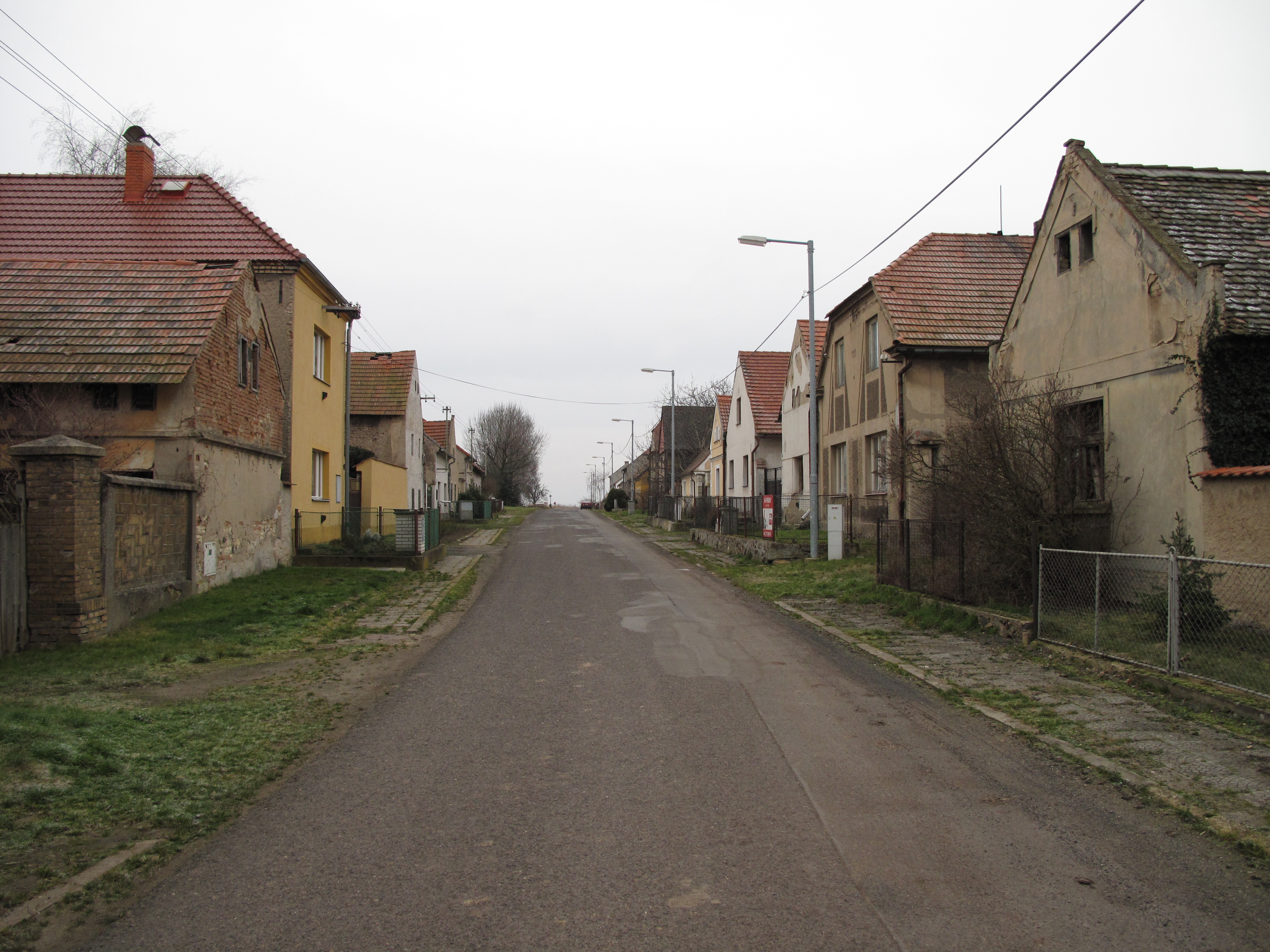
Domy u silnice v obci
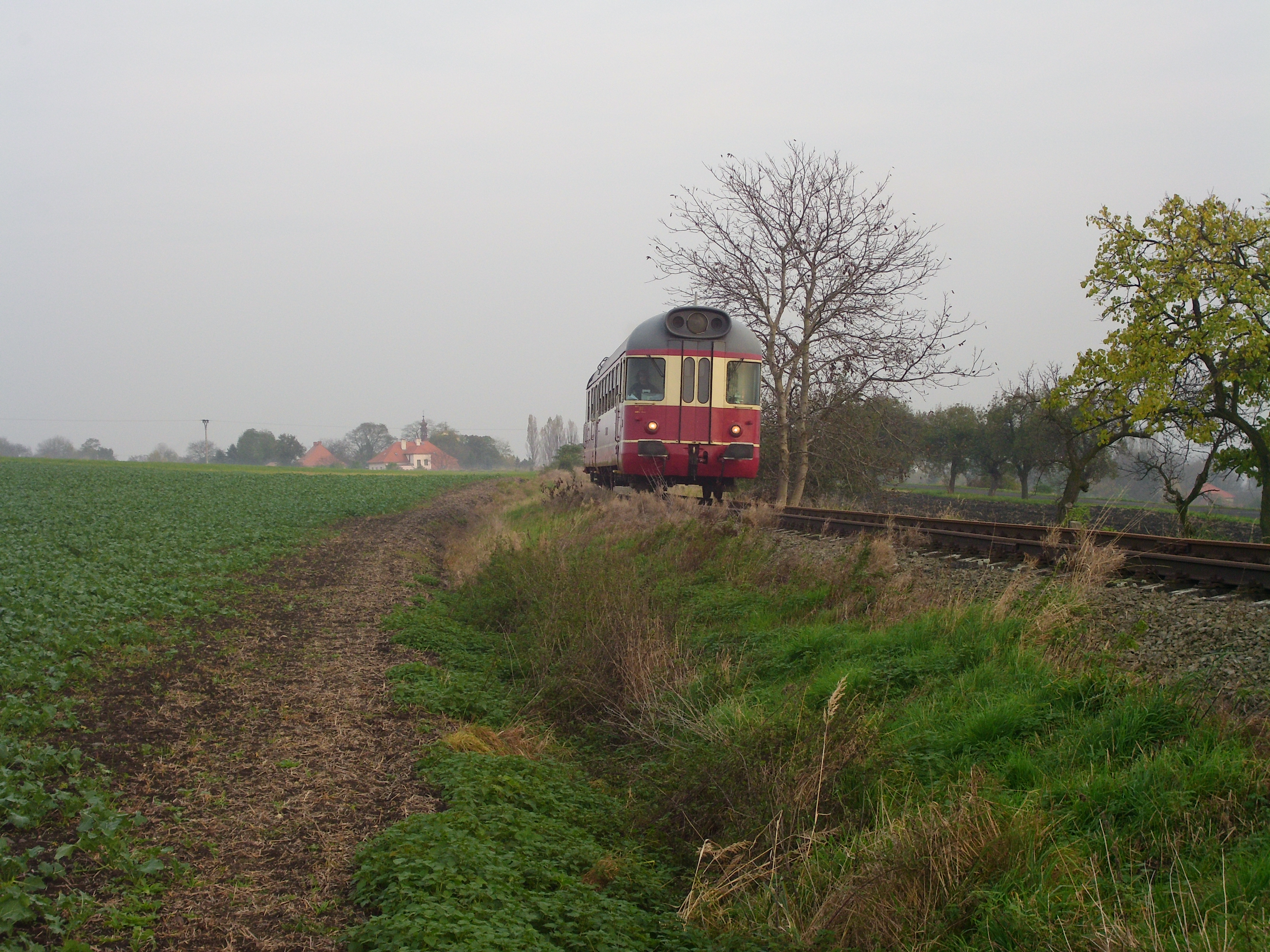
Provoz na tzv. Švestkové dráze u Dlažkovic